# Valerie Arkell-Smith
Victor Barker, Valerie Arkell-Smith (ur. 1895, zm. 1960) – transmężczyzna, działacz angielskiej partii faszystowskiej National Fascisti.

## Życiorys
Valerie Barker urodziła się na Jersey w sierpniu 1895 r. jako Lillias Irma Valerie Barker, a jej ojcem był architekt Thomas William Barker. Wychowała się w Surrey w Anglii, dokąd przeprowadziła się jej rodzina. Jej ojciec chciał mieć syna, dlatego od dziecka córka ćwiczyła pod jego okiem jazdę konną i jazdę samochodem.
W 1914 r. wstąpiła do kobiecych służb pomocniczych Voluntary Aid Detachment. W 1918 r. wyszła za australijskiego żołnierza Harolda Arkell-Smitha, ale małżeństwo rozpadło się po pół roku, doświadczała bowiem przemocy domowej i znęcania psychicznego, choć według innej wersji jej mąż zginął jeszcze w czasie działań wojennych. Barker wstąpiła do Women's Royal Air Force. Wkrótce została jednak zdemobilizowana i związała się z Australijczykiem Ernestem Pearce-Crouchem, z którym miała córkę i syna, jednak według innej wersji dzieci pochodziły z romansu z mężczyzną nieznanym z imienia, a nazwisko Pearce-Crouch nosił jej pierwszy mąż, zaś według jeszcze innej wersji małżeństwo z Arkell-Smithem trwało pięć lat i to on był ojcem jej dzieci.
Według innej wersji Pearce-Crouch było jej nazwiskiem panieńskim, podczas I wojny światowej była siostrą miłosierdzia na zachodnim froncie, w latach 1917–1918 prowadziła farmę w hrabstwie Sussex, a w 1918 r. wyszła za mąż za Richarda Smitha, chociaż część świadków twierdziła, że prowadziła antykwariat, a nie farmę lub że była aktorem w prowincjonalnym teatrze.
Para zamieszkała na farmie w Climping w Susseksie, gdzie zaczęła ubierać się w męskie stroje i wkrótce zaczęła utrzymywać, że jest mężczyzną przebranym za kobietę. W 1923 r. porzuciła męża i dzieci, przenosząc się do Brighton, gdzie zaczęła występować jako sir Victor Barker Bart. Barker występowała tam z narzeczoną Elfridą Haward, której jeszcze na farmie w Susseskie przedstawiła się jako mężczyzna w kobiecym przebraniu i się z nią zaprzyjaźniła. Para wzięła ślub w kościele św. Piotra w Brighton 14 listopada 1923 roku.
Barker przedstawiła się wszystkim jako pułkownik Royal Air Force, który odniósł ciężkie rany podczas I wojny światowej, często ubierał się w mundur, ozdobiony odznaczeniami brytyjskimi i krajów sojuszniczych. Barker rozstała się z żoną w 1927 r., powiadamiając ją o tym listownie. Według własnej relacji Elfrida Haward przez cały okres wspólnego życia nigdy nie podejrzewała, by jej mąż nie był tym za kogo się podawał, mimo że jej ojciec nie znalazł w źródłach żadnego człowieka, który pasowałby do Barkera.
W połowie lat 1920. Barker w kręgu znajomych podawał się za pracownika ministerstwa obrony. W 1926 r. Barker omyłkowo otrzymała zaadresowany do innego pułkownika Barkera list z zaproszeniem do narodowo-faszystowskiej partii National Fascisti. Została partyjnym instruktorem szermierki oraz boksu i chętnie brała udział w wywoływanych przez faszystów bójkach z komunistami. Z czasem Barker także sekretarzem lidera ugrupowania, Henry'ego Rippona Seymoura. W 1927 r. Seymour postrzelił innego działacza z pistoletu należącego do Barkera. Barker został oskarżony o nielegalne posiadanie broni, ale został uniewinniony.
Po tym zdarzeniu Barker opuściła partię i jako Leslie Ivor Victor Gauntlett Bligh Barker został właścicielem restauracji, jednak lokal zbankrutował w 1928 roku, a powodem była duża gościnność Barker, która często urządzała przyjęcia dla przyjaciół, nie dbając o kondycję finansową lokalu. W marcu następnego roku nie stawiła się na posiedzenie sądu w sprawie o zaległości w opłatach za wynajem i ubezpieczenie restauracji, gdyż by ukryć się przed policją, opuściła miejsce zamieszkania i podjęła pracę w ekskluzywnym hotelu. Została aresztowana i wysłana do więzienia Brixton, gdzie została zdemaskowana jako kobieta, gdy odmówiła rutynowego badania lekarskiego i została poddana procedurze pod przymusem. W związku z tym została natychmiastowo przeniesiona do więzienia kobiecego w Holloway decyzją ministra spraw wewnętrznych. Została skazana na 9 miesięcy więzienia za sfałszowanie aktu ślubu, ponieważ jako kobieta nie mogła się ożenić. Proces i wszystkie wątki jej domniemanego życia były szczegółowo opisywane przez prasę.
Po zwolnieniu przeniosła się Henfield, gdzie występowała pod nazwiskiem John Hill. Po wyjściu na wolność imała się dorywczych prac. W 1934 r. skazana za drobne kradzieże. Trzykrotnie sprzedawała swoją historię prasie, występowała także w cyrku jako The Man-Woman.
Zmarła w ubóstwie w 1960 r., wysępując pod nazwiskiem Geoffrey Norton. Pochowana na własne życzenie w nieoznaczonym grobie na cmentarzu Kessingland koło Lowestoft.
W lutym 2006 r. muzeum w Brighton poświęciło jej życiu wystawę z okazji ogólnokrajowego miesiąca LGBT.